# شركة بول
شركة بول هي شركة أمريكية لتصنيع الألومنيوم، يقع مقرها الرئيسي في ويستمنستر، كولورادو . تشتهر الشركة بإنتاجها المبكر للأوعية الزجاجية والأغطية والمنتجات ذات الصلة المستخدمة في التعليب المنزلي . منذ تأسيسها في بوفالو، نيويورك ، عام ١٨٨٠ م ،  عندما كانت تُعرف باسم شركة وودن جاكيت كان، توسعت شركة بول وتنوعت أعمالها لتشمل مشاريع تجارية أخرى، بما في ذلك تكنولوجيا الطيران. وأصبحت في نهاية المطاف أكبر شركة مصنعة في العالم لأغلفة الألومنيوم القابلة لإعادة التدوير، والتي تُستخدم في مجموعة متنوعة من تطبيقات المشروبات والمنزل والعناية الشخصية.
أطلق الأخوان بول على شركتهما اسم شركة الأخوان بول لتصنيع الزجاج، التي تأسست عام 1886. تم نقل مقرها الرئيسي، بالإضافة إلى عمليات تصنيع الزجاج والمعادن، إلى مونسي، إنديانا ، بحلول عام 1889. تمت إعادة تسمية الشركة إلى شركة  الأخوان بول في عام 1922 وشركة بول في عام 1969. أصبحت شركة مساهمة عامة يتم تداولها في بورصة نيويورك تحت الرمز "BLL" في عام 1973. في 10 مايو 2022، غيرت الشركة رمزها إلى "BALL".
توقفت شركة "بول" عن إنتاج مرطبانات الماسون الزجاجية، وانسحبت من قطاع التعليب المنزلي كليًا عام ١٩٩٦ بتقسيم شركتها التابعة السابقة (ألتريستا) إلى شركة مستقلة، والتي أعادت تسمية نفسها "شركة جاردن ". في عام ٢٠١٦، اندمجت شركة "جاردن" مع شركة "نيويل رابرميد" لتصبحا "نيويل براندز"، مالكة علامة "بول" التجارية لمرطبانات الماسون ولوازم التعليب المنزلي.

## قراءة إضافية
- Glass، James A. (ديسمبر 2000). "The Gas Boom of East Central Indiana". Indiana Magazine of History. Bloomington: Indiana University. ج. 96 ع. 4: 313–335. مؤرشف من الأصل في 2024-11-06. اطلع عليه بتاريخ 2016-03-31.
- Myers، George E. (1965). The Story of Ball Brothers. Ball Brothers Company.

## روابط خارجية
- الموقع الرسمي